# Região do Centro
A Região do Centro ou simplesmente Centro é uma região portuguesa situada no centro do país. Tem uma área de 23 273 km2 e registou em 2024 uma população de 1 717 560 habitantes com uma densidade populacional de 74 habitantes por km2, sendo a terceira região mais populosa de Portugal e a segunda região mais extensa do país.
A capital da região situa-se na cidade de Coimbra, aonde fica localizada a Comissão de Coordenação e Desenvolvimento Regional do Centro, o órgão descentralizado regional da administração pública, sendo responsável por coordenar e executar políticas de desenvolvimento regional, planificação territorial, ordenamento do território e ambiente.
Atualmente é uma das nove regiões de Portugal, as sub-regiões do Oeste e do Médio Tejo desde de 2024 estão integradas na nova NUT da região do Oeste e Vale do Tejo. 
É constituída pelas seguintes seis sub-regiões:
- Beira Baixa,
- Beiras e Serra da Estrela,
- Região de Aveiro,
- Região de Coimbra,
- Região de Leiria e
- Viseu Dão-Lafões,

que se dividem em 75 municípios e em 790 freguesias. Limita a norte com a Região do Norte, a nordeste com a região espanhola de Castela e Leão, a sudeste com a região espanhola da Estremadura, a sul e a sudoeste com o Oeste e Vale do Tejo e a oeste com o Oceano Atlântico.
Registou em 2022 um produto interno bruto de 34,1 mil milhões de euros, tendo assim a terceira maior economia regional do país com uma participação de cerca de 14 % da economia nacional. Em termos de PIB per capita dispõe do segundo valor mais baixo de todas as regiões, registando 20 161 euros e estando apenas à frente da Região do Norte.
A região é conhecida por ser um local repleto de atrativos que atraem visitantes de todo o mundo. Desde suas cidades históricas, como Coimbra, Aveiro, Viseu, Guarda, Covilhã, Leiria e Castelo Branco, até seus patrimônios culturais, como o Mosteiro da Batalha, o Mosteiro de Santa Clara-a-Velha e a Universidade de Coimbra, e o Santuário de Fátima, ao lado das suas belas paisagens naturais, incluindo o Parque Natural da Serra da Estrela, a Serra do Buçaco, o Rio Mondego, a Lagoa da Figueira da Foz, a Serra da Lousã e as praias da Costa de Prata. E, para os amantes da gastronomia, a culinária da região é uma atração à parte, com pratos tradicionais como o leitão da Bairrada, o queijo da Serra, o bacalhau à Lagareiro e o cozido à portuguesa. Além disso, a região é rica em festas e em tradições populares, como a Queima das Fitas em Coimbra, a Feira de São Mateus em Viseu ou o Carnaval de Ovar.
Desta região fazem parte as serras e montanhas do Sistema Montejunto-Estrela, do qual se inclui o Maciço Calcário Estremenho, e também o conjunto das famosas aldeias de montanha, aldeias do Xisto e aldeias históricas de Portugal.

## História e turismo

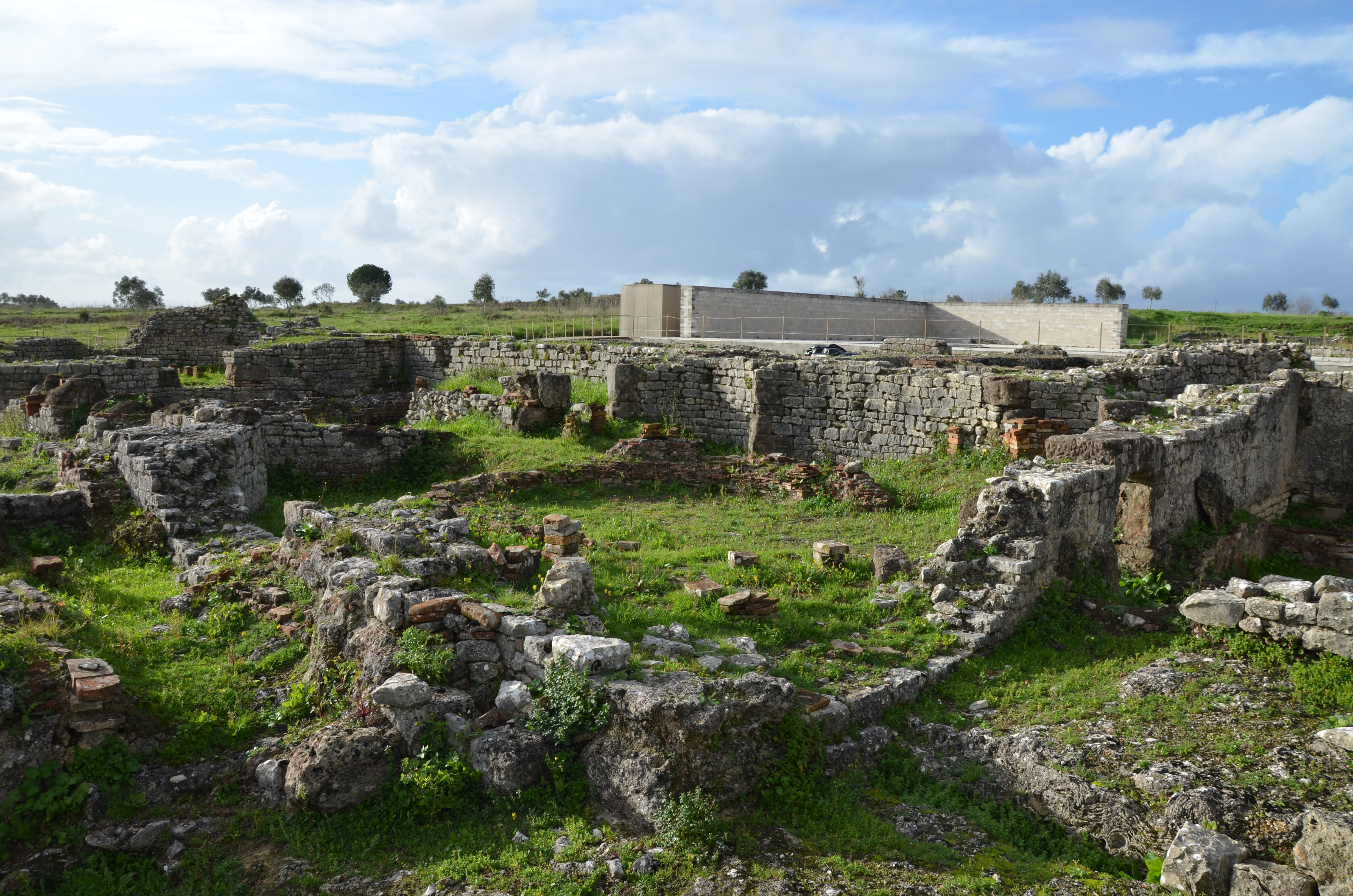
As antigas ruínas de Conímbriga, as ruínas mais bem preservadas na antiga província romana da Lusitânia.

Habitada pelos lusitanos, um povo indo-europeu que viveu na Península Ibérica ocidental, os romanos instalaram-se na região e colonizaram-na como parte da província romana da Lusitânia. A cidade romana de Conímbriga, perto de Coimbra, está entre os restos mais notados e bem preservados desse período. Após a queda do Império Romano Ocidental, os visigodos foram os principais governantes e colonizadores do século V ao VIII. No século VIII, a conquista muçulmana da Ibéria transformou a região num território dominado pelos muçulmanos.
Nos primeiros anos da Reconquista Cristã, pouco antes da ascensão de uma identidade nacional portuguesa, a região foi um local de batalha para mouros muçulmanos e cristãos das Cruzadas. Uma vez que os mouros foram expulsos, os reis e senhorios cristãos fizeram da região um concelho, chamado de Condado de Coimbra. Foi integrado no recém-criado Condado Portucalense, o precursor da nação moderna de Portugal.
A região moderna coincide aproximadamente com os limites da histórica Província das Beiras (Beira Alta, Beira Baixa e Beira Litoral). A Beira é uma província histórica de Portugal e o seu nome foi usado pelos herdeiros do trono português durante o período da monarquia, antes de 1910. Os príncipes eram conhecidos como os Príncipes da Beira.

### Aldeias históricas

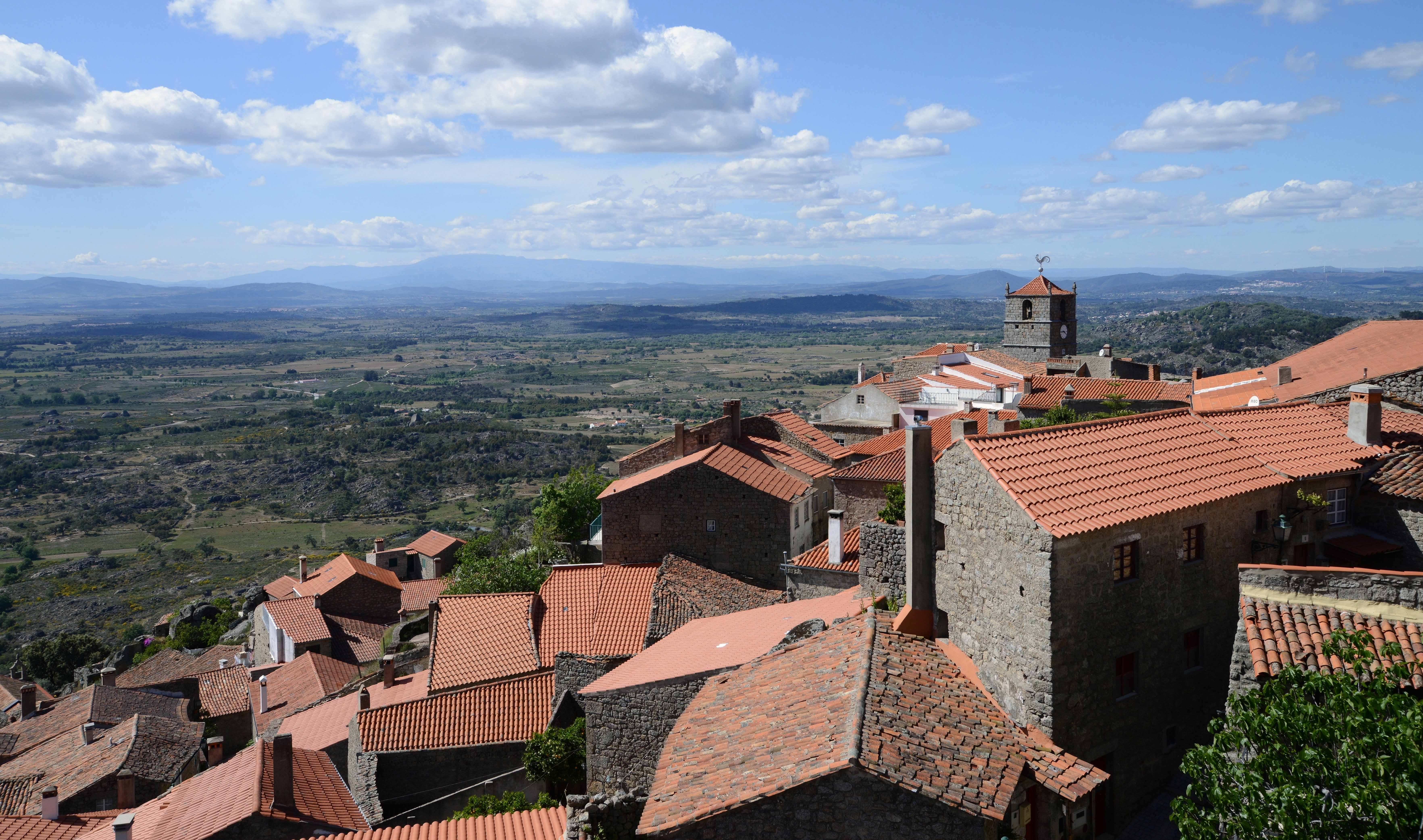
Monsanto, conhecida como "a aldeia mais portuguesa de Portugal".

Ao longo da fronteira montanhosa da região com a Espanha estão uma série de fortalezas e castelos que outrora protegeram o país dos seus muitos invasores. Ao longo dos séculos, mouros, cristãos, espanhóis e portugueses tentaram tomar estas aldeias, mas as suas altitudes mais elevadas normalmente deram-lhes uma vantagem distinta. Nessa fronteira, as mais de uma dezena de aldeias fronteiriças fortificadas acenam aos visitantes de hoje para virem explorar uma história de 900 anos — cheia do heroísmo, das batalhas épicas e do romance sobre os quais Portugal lutou para se tornar uma nação. Hoje, Portugal tem a fronteira mais antiga de toda a Europa.

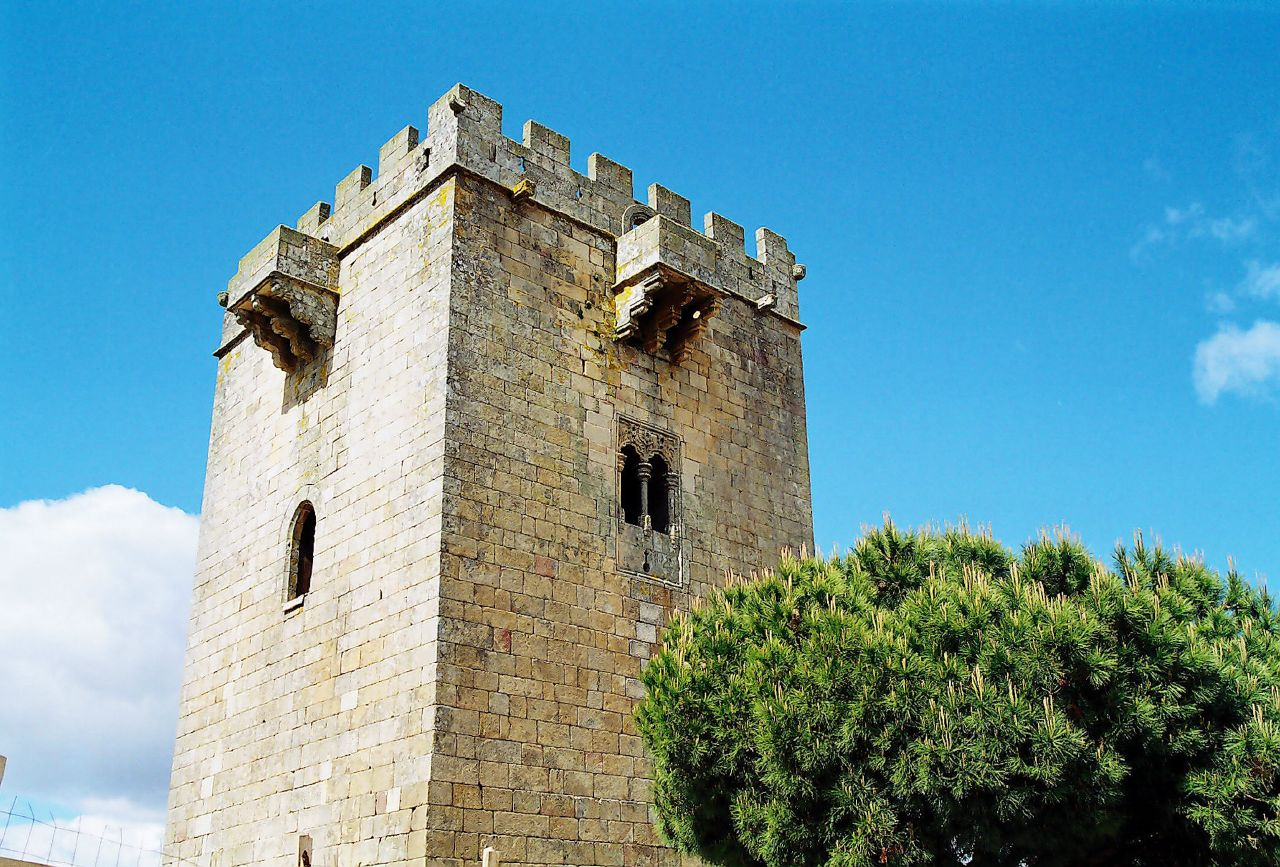
Castelo de Pinhel

Nestas aldeias fronteiriças rurais, rituais antigos e festivais religiosos continuam populares. Os visitantes podem prová-los e provar dos alimentos tradicionais daquela área, como queijo, salsichas e mel da montanha.
Na cidade-fortaleza de Almeida, um passeio pelas ruas estreitas de paralelepípedos pode levar um visitante às ruínas de uma fortaleza outrora poderosa de doze pontas. Uma das muitas Pousadas de Portugal, uma propriedade histórica transformada numa pousada, está localizada em Almeida.
Na cidade de Castelo Rodrigo, uma pedra memorial marca o lugar de uma batalha feroz em 1664, e os visitantes podem ver os restos do castelo e sua fortaleza, bem como um palácio. A cidade também tem uma pequena igreja gótica. Perto de Castelo Mendo ergue-se uma intrincada ponte de pedra construída pelos romanos.

### Castelos fronteiriços
A maioria dos castelos desta região fronteiriça do Centro são classificados como monumentos nacionais. Estas fortalezas de pedra remontam aos séculos XI, XII e XIII. Castelos, ou partes de castelos, ainda estão em Alfaiates, Sortelha, Vilar Maior, Sabugal, Castelo Mendo, Castelo Bom, Castelo Rodrigo, Penamacor, Monsanto, Pinhel e Almeida. Uma rota de vinte castelos foi delineada pelo governo português, dos quais Sortelha, Castelo Mendo, Castelo Rodrigo e a vila fortificada de Almeida são consideradas joias preciosas entre todos eles.

## Geografia

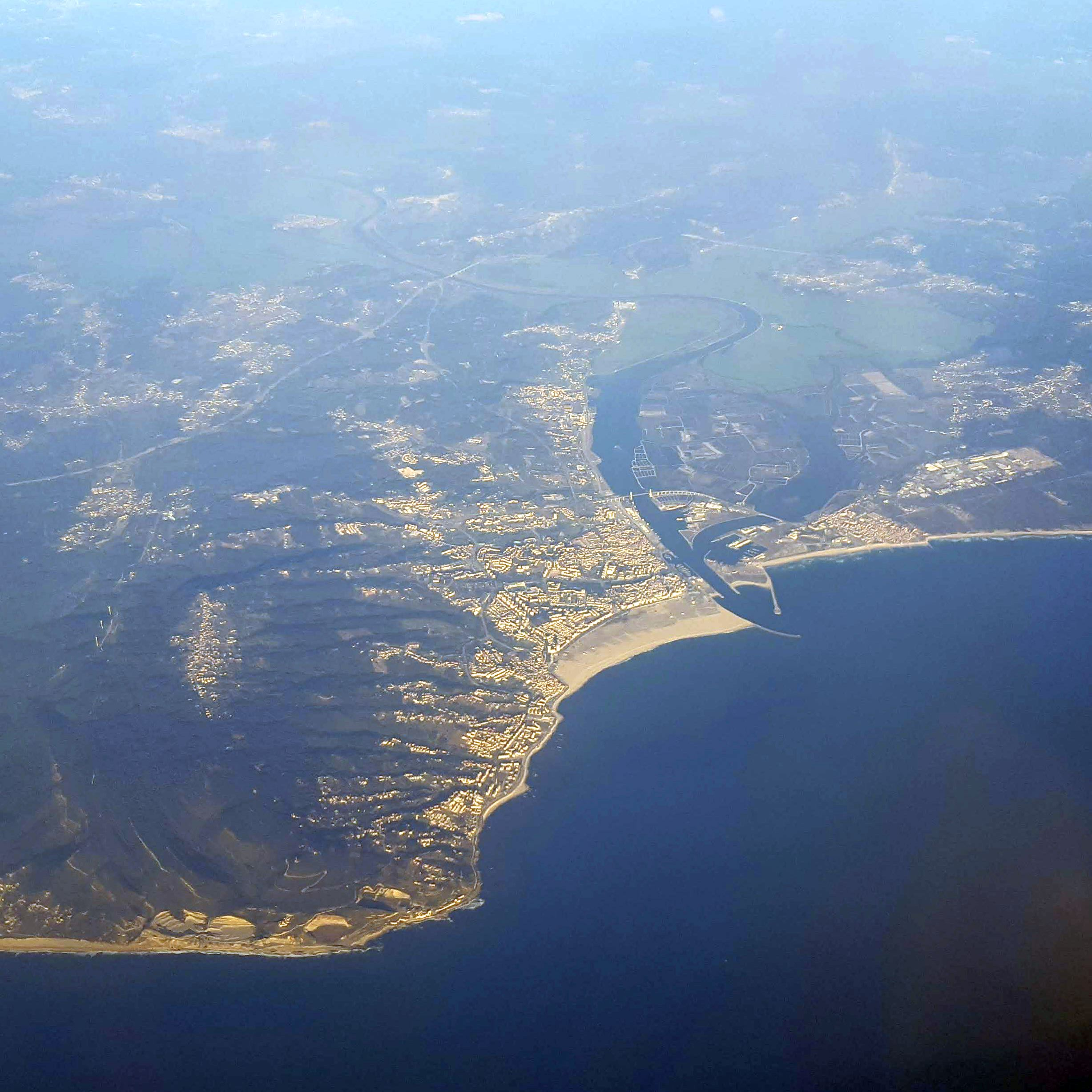
Figueira da Foz

O Centro é uma região de paisagens diversificadas. O interior é montanhoso com alguns planaltos, dominados pela Serra da Estrela. A região é abundante em florestas de pinheiros e castanheiros. A paisagem verde e acidentada desta região é atravessada por rios. Vários vales fluviais no sopé das montanhas têm um charme encorpado que atrai para atividades ao ar livre como caminhadas, pesca, ténis e canoagem. Na temporada de inverno, o esqui na Serra da Estrela é uma atividade popular, mas em alguns lugares, como perto da cidade de Seia, o esqui antes da temporada de inverno é possível devido a infraestruturas artificiais de neve.
A planície costeira tem várias praias, como as praias de Mira, Figueira da Foz, Ílhavo, Praia da Costa Nova, Praia do Pedrógão ou as Dunas de São Jacinto. Os marcos naturais desta região são a Serra da Estrela (a maior e mais alta de Portugal Continental), com o Parque Natural da Serra da Estrela, o rio Mondego (o rio mais longo localizado exclusivamente em território português), a Lagoa de Aveiro (Ria de Aveiro) e as praias costeiras.

### Clima

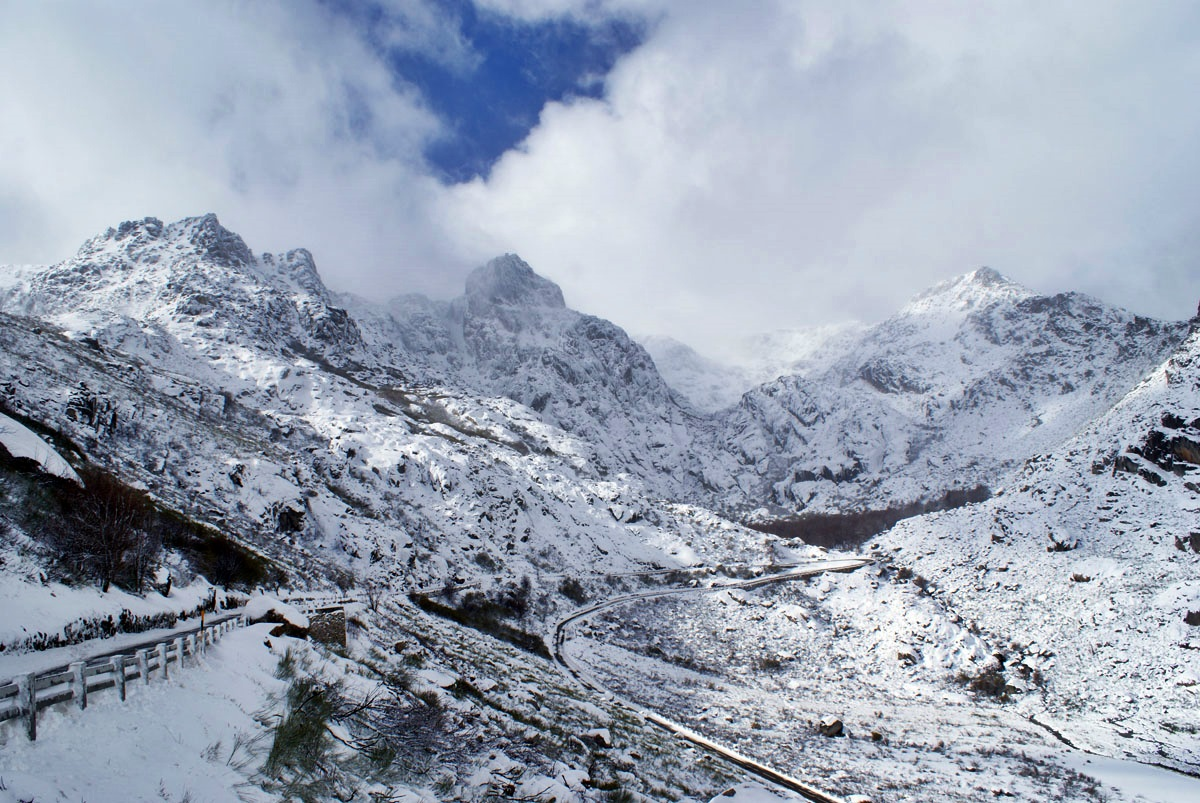
A Serra da Estrela coberta de neve

Segundo a classificação climática de Köppen-Geiger, a região tem predominantemente um clima mediterrânico de verão quente (Csa) no interior e um clima mediterrânico de verão ameno (Csb) no litoral e nas zonas mais altas.
As temperaturas mais baixas ocorrem nas montanhas no interior da região, no inverno, onde podem cair abaixo de -10 °C ou em raras ocasiões abaixo de -15 °C, particularmente nos picos mais altos da Serra da Estrela. A temperatura oficial mais baixa na região, foi de -16 °C nas Penhas da Saúde e ocorreu em 4 de fevereiro de 1954.
Os verões na Região do Centro são amenos nas terras altas e na região do litoral.

### Área
Com 28 202 km², é a segunda maior região portuguesa em termos de área, apenas atrás do Alentejo (31 597 km²). A Região Centro apresenta cerca de 30,3% da área nacional.

#### Sub-regiões
As seis sub-regiões da Região Centro tem tamanhos diferentes. A maior sub-região da Região Centro é Beiras e Serra da Estrela com uma área de 6 305 km², que ocupa 22,3% da área total da Região Centro e 6,8% da área total nacional. Enquanto que a Região de Aveiro é a sub-região mais pequena da Região Centro com uma área de 1 611 km², ocupando só 5,7% da área total da Região Centro e 1,7% da área total nacional.
As sub-regiões do Oeste e do Médio Tejo desde de 2024 estão integradas na nova NUT da região do Oeste e Vale do Tejo.
| Lugar                 | Sub-região                | % Centro              | Área       | % Nacional |
| --------------------- | ------------------------- | --------------------- | ---------- | ---------- |
| 1                     | Beiras e Serra da Estrela | 22,3%                 | 6 305 km²  | 6,8%       |
| 2                     | Beira Baixa               | 16,3%                 | 4 614 km²  | 5%         |
| 3                     | Região de Coimbra         | 15,4%                 | 4 335 km²  | 4,7%       |
| 4                     | Viseu Dão-Lafões          | 11,5%                 | 3 238 km²  | 3,5%       |
| 5                     | Oeste                     | 8,8%                  | 2 486 km²  | 2,7%       |
| 6                     | Região de Leiria          | 8,7%                  | 2 449 km²  | 2,6%       |
| 7                     | Médio Tejo                | 8,1%                  | 2 283 km²  | 2,4%       |
| 8                     | Região de Aveiro          | 5,7%                  | 1 611 km²  | 1,7%       |
| Áreas de água         | Áreas de água             | 3,2%                  | 0,881 km²  | 0,9%       |
| Área da Região Centro | Área da Região Centro     | Área da Região Centro | 28 202 km² | 30,3%      |

Maior município de cada sub-região
O maior município, de cada um das oito sub-regiões, tem uma área de 4 126,20 km² e ocupam 14,6% da área total da Região Centro.
| Lugar                                               | Município                                           | Sub-região                                          | Área         | % Centro |
| --------------------------------------------------- | --------------------------------------------------- | --------------------------------------------------- | ------------ | -------- |
| 1                                                   | Castelo Branco                                      | Beira Baixa                                         | 1 438,20 km² | 5,1%     |
| 2                                                   | Sabugal                                             | Beiras e Serra da Estrela                           | 822,70 km²   | 2,9%     |
| 3                                                   | Pombal                                              | Região de Leiria                                    | 626,10 km²   | 2,2%     |
| 4                                                   | Viseu                                               | Viseu Dão-Lafões                                    | 507,10 km²   | 1,8%     |
| 5                                                   | Pampilhosa da Serra                                 | Região de Coimbra                                   | 396,50 km²   | 1,4%     |
| 6                                                   | Águeda                                              | Região de Aveiro                                    | 335,30 km²   | 1,2%     |
| Maior município de cada sub-região da Região Centro | Maior município de cada sub-região da Região Centro | Maior município de cada sub-região da Região Centro | 4 126,20 km² | 14,6%    |

#### Maiores municípios
Os dezasseis maiores municípios da Região Centro, em termos de área, ocupam 10.771,62 km² e 38% da área total da região. Contabilizando assim, os vinte municípios tem cerca de quatro vezes a área da Área Metropolitana de Lisboa.
| Lugar                                  | Município                              | Sub-região                             | Área          | % Centro |
| -------------------------------------- | -------------------------------------- | -------------------------------------- | ------------- | -------- |
| 1                                      | Castelo Branco                         | Beira Baixa                            | 1 438,20 km²  | 5,1%     |
| 2                                      | Idanha-a-Nova                          | Beira Baixa                            | 1 416,40 km²  | 5%       |
| 3                                      | Sabugal                                | Beiras e Serra da Estrela              | 822,70 km²    | 2,9%     |
| 4                                      | Guarda                                 | Beiras e Serra da Estrela              | 712,10 km²    | 2,5%     |
| 5                                      | Fundão                                 | Beiras e Serra da Estrela              | 700,10 km²    | 2,5%     |
| 6                                      | Pombal                                 | Região de Leiria                       | 626,10 km²    | 2,2%     |
| 7                                      | Leiria                                 | Região de Leiria                       | 565,60 km²    | 2%       |
| 8                                      | Penamacor                              | Beira Baixa                            | 563,90 km²    | 2%       |
| 9                                      | Covilhã                                | Beiras e Serra da Estrela              | 555,60 km²    | 2%       |
| 10                                     | Almeida                                | Beiras e Serra da Estrela              | 518,00 km²    | 1,8%     |
| 11                                     | Figueira de Castelo Rodrigo            | Beiras e Serra da Estrela              | 508,60 km²    | 1,8%     |
| 12                                     | Viseu                                  | Viseu Dão-Lafões                       | 507,10 km²    | 1,8%     |
| 13                                     | Pinhel                                 | Beiras e Serra da Estrela              | 484,50 km²    | 1,7%     |
| 14                                     | Oleiros                                | Beira Baixa                            | 471,10 km²    | 1,6%     |
| 15                                     | Sertã                                  | Beira Baixa                            | 446,70 km²    | 1,6%     |
| 16                                     | Seia                                   | Beiras e Serra da Estrela              | 435,70 km²    | 1,5%     |
| 16 maiores municípios da Região Centro | 16 maiores municípios da Região Centro | 16 maiores municípios da Região Centro | 10 771,62 km² | 38%      |

## Demografia

### População
Com 2 227 239 habitantes registados em 2021, a Região Centro concentra quase 22% da população residente em Portugal. Em termos administrativos, o Centro de Portugal é composto por 100 municípios e 972 freguesias. Os municípios encontram-se organizados em oito comunidades inter-municipais (CIM), também conhecidas como sub-regiões, as quais constituem o nível III da Nomenclatura de Unidades Territoriais para Fins Estatísticos (NUTS), aprovada pela Comissão Europeia.
| Sub-região                | População total (2021) | Densidade (por km2) | Participação (em %) | Crescimento (desde 2019) |
| ------------------------- | ---------------------- | ------------------- | ------------------- | ------------------------ |
| Região de Coimbra         | 436.929                | 101                 | 19,6%               | 0,7 %                    |
| Região de Aveiro          | 367.490                | 217                 | 16,5%               | 1,0 %                    |
| Oeste                     | 363.551                | 164                 | 16,3%               | 1,4 %                    |
| Região de Leiria          | 286.792                | 118                 | 12,9 %              | 0,7 %                    |
| Viseu Dão-Lafões          | 252.793                | 78                  | 11,4 %              | 0,5 %                    |
| Médio Tejo                | 228.604                | 100                 | 10,2 %              | 1,7 %                    |
| Beiras e Serra da Estrela | 210.633                | 33                  | 9,5 %               | 0,5 %                    |
| Beira Baixa               | 80.775                 | 17                  | 3,6 %               | 0,7 %                    |
| Região Centro             | 2.227.239              | 79                  | 100 %               | 0,5 %                    |

| População residente (2021) | De 0 a 14 anos (2021) | De 15 a 24 anos (2021) | De 25 a 64 anos (2021) | De 65 ou mais anos (2021) |
| -------------------------- | --------------------- | ---------------------- | ---------------------- | ------------------------- |
| 2 227 239                  | 263 399               | 220 555                | 1 141 105              | 602 180                   |

| Anos 1990 | Anos 1990  | Anos 1990 | Anos 1990  | Anos 2000 | Anos 2000  | Anos 2000 | Anos 2000  | Anos 2010 | Anos 2010  | Anos 2010 | Anos 2010  | Anos 2020 | Anos 2020  | Anos 2020 | Anos 2020  |
| Ano       | Habitantes | Variação  | % Nacional | Ano       | Habitantes | Variação  | % Nacional | Ano       | Habitantes | Variação  | % Nacional | Ano       | Habitantes | Variação  | % Nacional |
| --------- | ---------- | --------- | ---------- | --------- | ---------- | --------- | ---------- | --------- | ---------- | --------- | ---------- | --------- | ---------- | --------- | ---------- |
|           |            |           |            | 2000      | 2,345      | +0,6%     | 22,8%      | 2010      | 2,332      | -0,3%     | 22,1%      | 2020      | 2,227      | +0,4%     | 21,6%      |
| 1991      | 2,274      | x         | 22,7%      | 2001      | 2,352      | +0,2%     | 22,7%      | 2011      | 2,316      | -0,7%     | 21,9%      |           |            |           |            |
| 1992      | 2,272      | -0,1%     | 22,8%      | 2002      | 2,355      | +0,1%     | 22,6%      | 2012      | 2,299      | -0,7%     | 21,9%      |           |            |           |            |
| 1993      | 2,276      | +0,1%     | 22,8%      | 2003      | 2,354      | -0,1%     | 22,5%      | 2013      | 2,281      | -0,8%     | 21,8%      |           |            |           |            |
| 1994      | 2,282      | +0,2%     | 22,8%      | 2004      | 2,353      | -0,1%     | 22,4%      | 2014      | 2,264      | -0,7%     | 21,8%      |           |            |           |            |
| 1995      | 2,289      | +0,3%     | 22,8%      | 2005      | 2,350      | -0,2%     | 22,4%      | 2015      | 2,256      | -0,4%     | 21,7%      |           |            |           |            |
| 1996      | 2,297      | +0,3%     | 22,8%      | 2006      | 2,348      | -0,1%     | 22,3%      | 2016      | 2,244      | -0,5%     | 21,7%      |           |            |           |            |
| 1997      | 2,307      | +0,4%     | 22,8%      | 2007      | 2,346      | -0,1%     | 22,2%      | 2017      | 2,231      | -0,6%     | 21,6%      |           |            |           |            |
| 1998      | 2,317      | +0,4%     | 22,8%      | 2008      | 2,342      | -0,2%     | 22,2%      | 2018      | 2,217      | -0,6%     | 21,6%      |           |            |           |            |
| 1999      | 2,329      | +0,5%     | 22,8%      | 2009      | 2,338      | -0,2%     | 22,1%      | 2019      | 2,217      | 0%        | 21,5%      |           |            |           |            |

Entre 1993 e 2003, a população residente na Região Centro cresceu em mais de 78 000 habitantes, subindo de 2,276 milhões em 1993 para 2,354 milhões de habitantes em 2003. Depois da crise financeira entre 2009 até 2016, a região registou uma descida de 94 000 habitantes, baixando de 2,338 milhões de habitantes em 2009 para 2,244 milhões de habitantes em 2016. A partir de 2018, o número de residentes na Região Centro consegui se estabilizar e cresceu para 2,277 milhões de habitantes em 2020, quando em 2018 ainda só se registava 2,217 milhões de habitantes, um aumento de 10 000 habitantes.

#### Município
Um município é uma divisão administrativa, que é constituída por uma ou mais fregesias. Com 100 municípios, a Região Centro tem municípios no litoral, no interior, urbanas e rurais.

##### Municípios mais populosos do Centro
Dado aos censos de 2021, os 20 municípios mais populosos da Região Centro contabilizam 1.227.697 habitantes. Dos 20 municípios mais populosos da região, todos ultrapassam os 30 000 habitantes, 11 municípios ultrapassam os 50 000 habitantes, 5 municípios ultrapassam os 80 000 habitantes, Leiria ultrapassa os 100 000 habitantes e Coimbra ultrapassa os 140 000 habitantes, e com 140 838 habitantes é o município mais populoso da Região Centro.
| Posição | Município | Município        | Sub-região                | População (2021) | Área (km2) | Densidade populacional |
| ------- | --------- | ---------------- | ------------------------- | ---------------- | ---------- | ---------------------- |
| 1.      |           | Coimbra          | Região de Coimbra         | 140 796          | 319,40     | 441                    |
| 2.      |           | Leiria           | Região de Leiria          | 128 640          | 565,09     | 227                    |
| 3.      |           | Viseu            | Viseu Dão-Lafões          | 99 693           |            |                        |
| 4.      |           | Torres Vedras    | Oeste                     | 83 130           |            |                        |
| 5.      |           | Aveiro           | Região de Aveiro          | 80 880           |            |                        |
| 6.      |           | Figueira da Foz  | Região de Coimbra         | 58 982           |            |                        |
| 7.      |           | Alcobaça         | Oeste                     | 54 981           |            |                        |
| 8.      |           | Ovar             | Região de Aveiro          | 54 976           |            |                        |
| 9.      |           | Castelo Branco   | Beira Baixa               | 52 272           |            |                        |
| 10.     |           | Pombal           | Região de Leiria          | 51 178           |            |                        |
| 11.     |           | Caldas da Rainha | Oeste                     | 50 898           |            |                        |
| 12.     |           | Covilhã          | Beiras e Serra da Estrela | 46 453           |            |                        |
| 13.     |           | Águeda           | Região de Aveiro          | 46 134           |            |                        |
| 14.     |           | Ourém            | Médio Tejo                | 44 576           |            |                        |
| 15.     |           | Alenquer         | Médio Tejo                | 44 428           |            |                        |
| 16.     |           | Guarda           | Beiras e Serra da Estrela | 40 155           |            |                        |
| 17.     |           | Ílhavo           | Região de Aveiro          | 39 241           |            |                        |
| 18.     |           | Marinha Grande   | Região de Leiria          | 39 033           |            |                        |
| 19.     |           | Tomar            | Médio Tejo                | 36 444           |            |                        |
| 20.     |           | Abrantes         | Médio Tejo                | 34 351           |            |                        |

Através da tabela consegue-se viabilizar, 8 dos 20 municípios mais populosos da Região Centro encontram-se na Região de Aveiro e no Oeste, com ambos 4 municípios.

##### Município mais populoso por sub-região
Das oito sub-regiões, que se localizam na Região Centro, o número de habitantes do "município mais populoso de cada sub-região" diferença-se muito. Por exemplo, Coimbra é o município mais populoso da Região de Coimbra com mais de 140 000 habitantes, comparado com o Médio Tejo, aonde o município mais populoso é Ourém com 44 000 habitantes, cerca de 96 000 habitantes menos que Coimbra.
| Lugar | Município      | Habitantes (2021) | Sub-região                |
| ----- | -------------- | ----------------- | ------------------------- |
| 1     | Coimbra        | 140 838           | Região de Coimbra         |
| 2     | Leiria         | 128 616           | Região de Leiria          |
| 3     | Viseu          | 99 561            | Viseu Dão-Lafões          |
| 4     | Torres Vedras  | 83 075            | Oeste                     |
| 5     | Aveiro         | 80 978            | Região de Aveiro          |
| 6     | Castelo Branco | 52 921            | Beira Baixa               |
| 7     | Covilhã        | 46 457            | Beiras e Serra da Estrela |
| 8     | Ourém          | 44 538            | Médio Tejo                |

Em termos administrativos, a Região Centro é composta por 100 municípios. Os municípios encontram-se organizados em oito Comunidades Intermunicipais (CIM), de acordo com a Lei n.º 75/2013, de 12 de setembro, as quais constituem o nível III da Nomenclatura de Unidades Territoriais para Fins Estatísticos (NUTS), aprovada pela Comissão Europeia.

### Freguesias
A Região do Centro, através dos 100 municípios, é constituida por 972 freguesias. As seguintes listas demostram todas as freguesias, listadas e ordenadas, por cada subregião das oito subregiões da região.
- Lista de freguesias da Região de Aveiro
- Lista de freguesias da Região de Coimbra
- Lista de freguesias da Região de Leiria
- Lista de freguesias do Oeste
- Lista de freguesias de Viseu Dão-Lafões
- Lista de freguesias da Beira Baixa
- Lista de freguesias das Beiras e Serra da Estrela
- Lista de freguesias do Médio Tejo

## Economia

### Comparação com o resto do país
A Região Centro representa cerca de 19% das exportações nacionais e 18% da economia nacional. Com as menores taxas de desemprego, abandono escolar e beneficiários do RSI e a maior taxa de crescimento populacional tornou-se uma região competitiva. A região tem uma boa e grande rede de Infraestruturas de comunicação e com a universidade mais antiga de Portugal e uma das mais antigas da Europa, localizada em Coimbra, na capital da região, tem um grande peso na educação e formação dos estudantes, que vem do estrangeiro. A Região Centro tem, a seguir da Área Metropolitana de Lisboa e da Região Norte, a terceira maior economia regional de Portugal. Mesmo que seja a terceira região mais rica do país, é hoje a região aonde as pessoas tem o segundo menor rendimento de todas as sete regiões nacionais. Em 2019, a diferença entre os rendimentos por habitante da Região Centro, comparado com a Área Metropolitana de Lisboa, existe uma diferença de cerca de 9.000 €.

### Crise financeira
A região foi atingida pela recessão global em 2009 e pela Crise da Zona Euro em 2011 e 2012. Enquanto o PIB da região ultrapassou pela primeira vez os 33 000 milhões de € em 2010, baixou em 2012 para pouco mais de 31 000 milhões de €, graças à crise. A Região Centro só conseguiu recuperar os 33 000 milhões de € em 2015, e com um forte crescimento económico atingiu os 40 000 milhões de € em 3 anos. Em termos de PIB per capita reduziu de 14.300 € em 2010 para 13.700 € em 2012, mas graças ao forte crescimento económico conseguiu atingir os 18.000 € em 2019, aumentando assim o rendimento de cada habitante em 4.300 €, com uma duração de 7 anos.

### Produto Interno Bruto
Ao longo dos anos, o Produto Interno Bruto da Região Centro cresceu com a entrada na União Europeia, com os investimentos feitos na indústria, no turismo, na educação e nas infra-estruturas.

#### Evolução do PIB da Região Centro
Os dados dos anos de 2009 e 2019 mostram, que o PIB da Região Centro cresceu 22%, dos registados 32,7 000 milhões de € em 2009 para 40 000 milhões de € em 2019. Ao longo dos anos o PIB da região baixou, por exemplo em 2011 e 2012, aonde foi registado um decrescimento perto dos 5,1%. As razão para o decrescimento económico foi a crise financeira. Comparado aos dados do PIB nacional, a economia regional do Norte teve uma importância estabilizada, que fica perto dos 19%. Em 2016, a riqueza produzida em Portugal veio da Região Centro com 18,9%. Desde aí, as outras seis regiões de Portugal tem cada vez mais relevância no PIB nacional e tornaram-se mais competitivas entre elas.
| Ano               | 2000  | 2001  | 2002  | 2003  | 2004  | 2005  | 2006  | 2007  | 2008  | 2009  | 2010  | 2011  | 2012  | 2013  | 2014  | 2015  | 2016  | 2017  | 2018  | 2019  | 2020  |
| ----------------- | ----- | ----- | ----- | ----- | ----- | ----- | ----- | ----- | ----- | ----- | ----- | ----- | ----- | ----- | ----- | ----- | ----- | ----- | ----- | ----- | ----- |
| PIB               | 24,7  | 26    | 27,1  | 27,4  | 29,1  | 30    | 31,4  | 33    | 33    | 32,7  | 33,4  | 32,7  | 31,5  | 32    | 32,4  | 33,9  | 35,2  | 36,8  | 38,5  | 40    | 38,4  |
| Crescimento       | x     | +1,6% | -0,7% | +0,3% | +0,7% | 0%    | +1,6% | +2,1% | -1,4% | -3,0% | +1,1% | -1,6% | -3,5% | -1,3% | +0,8% | +2,7% | +2,3% | +3,1% | +2,7% | +2,3% | -4,0% |
| % do PIB nacional | 19,3% | 19,2% | 19%   | 19,2% | 19,1% | 18,9% | 18,9% | 18,8% | 18,5% | 18,7% | 18,6% | 18,6% | 18,7% | 18,8% | 18,7% | 18,9% | 18,9% | 18,8% | 18,8% | 18,8% | 16,6% |

Estatística da evolução do PIB da Região Centro (em mil milhões de €)

#### PIB por sub-região
O Produto Interno Bruto (PIB) da Região Centro situava-se em 2019 nos 40 mil milhões €, sendo a terceira região com a maior PIB de Portugal, atrás da Área Metropolitana de Lisboa com 77,349 mil milhões e da Região Norte com 63,524 mil milhões de €. As maiores economias da Região Centro localizam-se na Região de Coimbra, Região de Aveiro e no Oeste.
| Lugar                | Sub-região                | PIB (2019)           |
| -------------------- | ------------------------- | -------------------- |
| 1.                   | Região de Coimbra         | 8,227 mil milhões €  |
| 2.                   | Região de Aveiro          | 7,374 mil milhões €  |
| 3.                   | Oeste                     | 6,115 mil milhões €  |
| 4.                   | Região de Leiria          | 5,848 mil milhões €  |
| 5.                   | Viseu Dão-Lafões          | 4,029 mil milhões €  |
| 6.                   | Médio Tejo                | 3,858 mil milhões €  |
| 7.                   | Beiras e Serra da Estrela | 3,070 mil milhões €  |
| 8.                   | Beira Baixa               | 1,503 mil milhões €  |
| PIB da Região Centro | PIB da Região Centro      | 40,024 mil milhões € |

#### PIB per capita por sub-região
O Produto Interno Bruto por habitante (PIB per capita) da Região Centro situava-se em 2019 nos 18.055 €, sendo a segunda região com o PIB per capita mais baixo de Portugal. As regiões com o maior PIB per capita em Portugal é a Área Metropolitana de Lisboa, o Algarve e o Alentejo.
| Lugar                           | Sub-região                      | PIB per capita (2019) |
| ------------------------------- | ------------------------------- | --------------------- |
| 1.                              | Região de Leiria                | 20 549 €              |
| 2.                              | Região de Aveiro                | 20 317 €              |
| 3.                              | Região de Coimbra               | 18 958 €              |
| 4.                              | Beira Baixa                     | 18 680 €              |
| 5.                              | Oeste                           | 17 094 €              |
| 6.                              | Médio Tejo                      | 16 579 €              |
| 7.                              | Viseu Dão-Lafões                | 15 996 €              |
| 8.                              | Beiras e Serra da Estrela       | 14 446 €              |
| PIB per capita da Região Centro | PIB per capita da Região Centro | 18 055 €              |

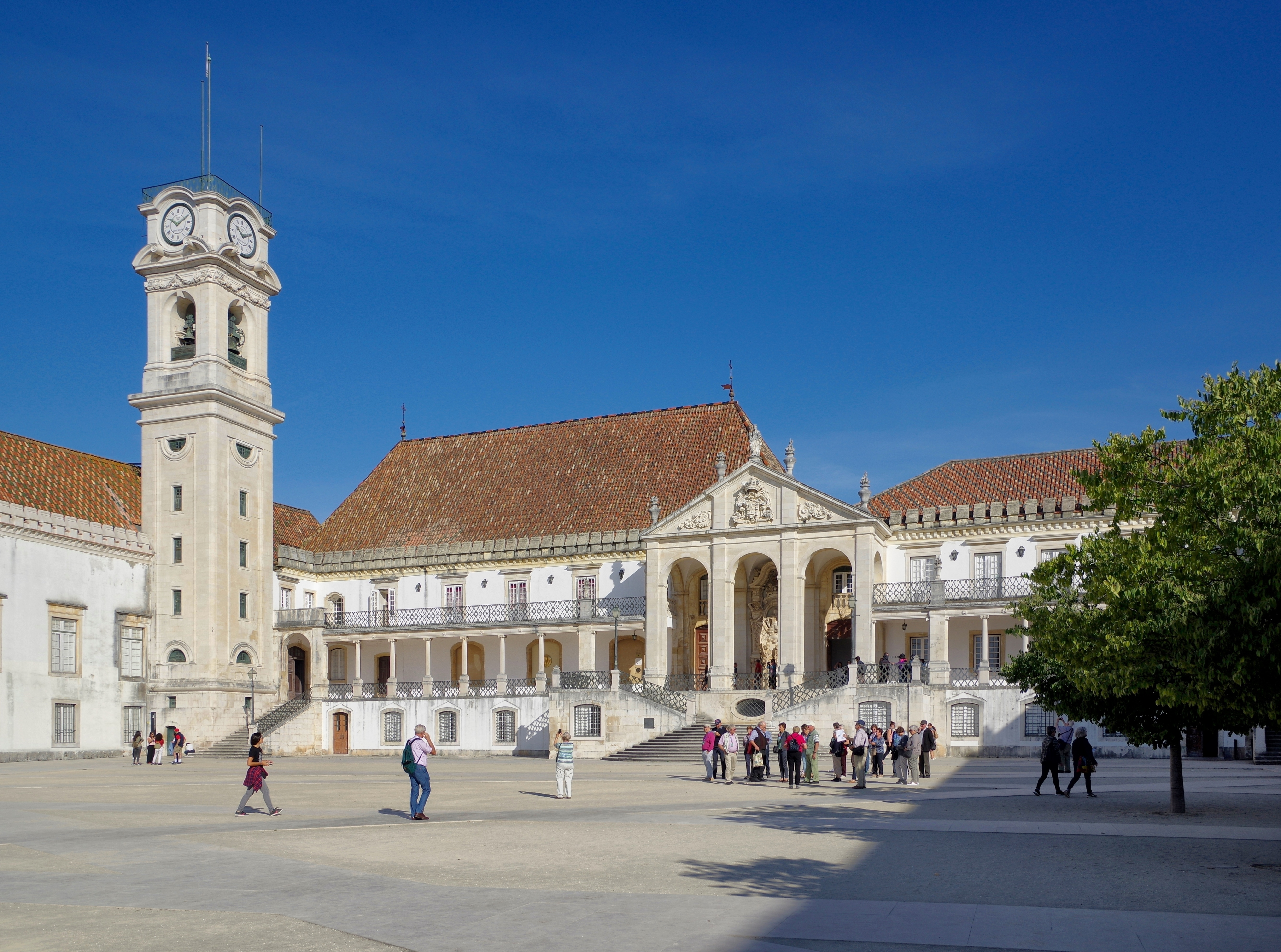
A Universidade de Coimbra é uma das universidades mais antigas do mundo ainda em atividade, sendo a mais antiga e uma das maiores de Portugal.

Uma das regiões mais ricas de Portugal pela abundância de correntes naturais de água, florestas, terra arável e sua longa linha costeira, a Região do Centro tem alguns dos concelhos economicamente mais dinâmicos e densamente povoados do país. Excelentes ligações de transporte com a Área Metropolitana de Lisboa a sul e a Área Metropolitana do Porto a norte, tornando possível o acesso ao oceano, ferroviário e autoestrada através de contentores, contribuíram todos para fazer da indústria transformadora a principal indústria, encontrada principalmente na faixa litoral, que é uma das maiores áreas industrializadas de Portugal. São aí produzidos produtos importantes como veículos a motor, alimentos, aparelhos elétricos, máquinas, produtos químicos e papel.
O ensino superior, a investigação e o desenvolvimento, os cuidados de saúde, as tecnologias da informação, a biotecnologia, a silvicultura, a agricultura, as pescas e o turismo são todas as principais indústrias da região. As regiões vitivinícolas do Dão DOC e da Bairrada DOC estão entre as mais reputadas em Portugal. Os principais centros industriais, de comércio e de serviços situam-se em Coimbra, Aveiro, Viseu, Leiria, Covilhã, Castelo Branco e Figueira da Foz. Importante indústria ligeira e agricultura também se baseia em Guarda, Torres Novas, Torres Vedras e Caldas da Rainha.

## Transportes

### Auto-estradas
| Numeração                                        | Autoestrada                                      | Sub-regiões do Centro                            | Total Extensão                                   | Extensão no Centro |
| ------------------------------------------------ | ------------------------------------------------ | ------------------------------------------------ | ------------------------------------------------ | ------------------ |
| A1                                               | Autoestrada do Norte                             | RA, RC, RL, MT                                   | 303 km                                           | 235 km             |
| A8                                               | Autoestrada do Oeste                             | OE, RL                                           | 138 km                                           | 111 km             |
| A10                                              | Autoestrada do Ribatejo                          | OE                                               | 39 km                                            | 21 km              |
| A13                                              | Autoestrada do Pinhal Interior                   | RC, MT                                           | 149 km                                           | 65 km              |
| A13-1                                            | Autoestrada Radial de Coimbra                    | RC                                               | 10 km                                            | 10 km              |
| A14                                              | Autoestrada do Baixo Mondego                     | RC                                               | 40 km                                            | 40 km              |
| A15                                              | Autoestrada do Atlântico                         | OE                                               | 40 km                                            | 13 km              |
| A17                                              | Autoestrada do Litoral Centro                    | RA, RC, RL                                       | 117 km                                           | 117 km             |
| A19                                              | Variante da Batalha                              | RL                                               | 16 km                                            | 16 km              |
| A23                                              | Autoestrada da Beira Interior                    | MT, BB, BS                                       | 217 km                                           | 217 km             |
| A24                                              | Autoestrada do Interior Norte                    | VL                                               | 162 km                                           | 52 km              |
| A25                                              | Autoestrada das Beiras Litoral e Alta            | RA, VL, BS                                       | 199 km                                           | 199 km             |
| A31                                              | Variante de Coimbra                              | RC                                               | 11 km                                            | 11 km              |
| A34                                              | Autoestrada de Pombal                            | RL                                               | 5 km                                             | 5 km               |
| A35                                              | Autoestrada da Beira Alta                        | VL                                               | 21 km                                            | 21 km              |
| Total Extensão de Auto-estradas na Região Centro | Total Extensão de Auto-estradas na Região Centro | Total Extensão de Auto-estradas na Região Centro | Total Extensão de Auto-estradas na Região Centro | 1 133 km           |